# Alex Usifo
Alex Usifo (nacido el 16 de abril de 1953) es un actor nigeriano.

## Carrera
Usifo audicionó en diferentes medios de comunicación, incluidos Radio Nigeria Lagos, Voice of Nigeria, NTA Ilorin, etc. Llegó a la lista superior, pero fue eliminado debido a la 'Ley de cuotas'. Estuvo desempleado durante años. Por invitación de su amigo/hermano Peter Okun, Alex asistió a una Cruzada de Vida Profunda, donde pidió desesperadamente a Dios un cambio en su condición y obtuvo una respuesta: "mira hacia adentro".
Su carrera como actor comenzó en 1984 cuando desempeñó un papel importante en la película para televisión The Return of the Native. Tomó papeles protagónicos en Natas y Two People. Comenzó a asistir a NTA, Isla Victoria para participar en la serie semanal At Your Service. Formó parte de las producciones de NTA: Echoes of Life, y Turning Wheel, entre 1984 y 1987.
Su reconocimiento llegó en 1988 cuando protagonizó la telenovela de Zeb Ejiro, Ripples . Usifo interpretó a Talaab Abass. El programa abrió camino en la televisión porque existían pocas telenovelas. Talaab Abass era un villano. Alex interpretó al personaje de ojos saltones y voz de barítono.
Usifo se hizo un nombre mucho antes de que existiera Nollywood. Participó en obras de teatro entre ellas Awero. Esto se representó en el Teatro Nacional, Iganmu. Apareció en Our Husband Has Gone Mad Again! de Ola Rotimi. También se presentó en el Teatro Nacional. Apareció en radio y cine.

## Filmografía
- End of the Wicked (1999)
- Okoro the Prince
- Strong Men at Work
- Trumpet of Death
- Who am I?
- Final Point
- The Guilty
- Azima
- Silent Night
- Desperadoes
- My Love
- Classical Fraud (con Ufuoma Ejenobor)
- Tango with Me (2010)
- Dangerous Sisters (con Genevieve Nnaji y Dakore Akande)
- Strain (2020)
- Enakhe (2020)[5]
- La libreta negra (con Richard Mofe-Damijo y Sam Dede) (2023)